# 惠尤格貝
6°27′N 1°56′E / 6.450°N 1.933°E
惠尤格貝（法語：Houéyogbé），是貝寧的城鎮，位於該國西南部，由莫諾省負責管轄，面積290平方公里，海拔高度63米，2013年該城鎮人口101,893，人口密度每平方公里351人。